# Liriomyza lolii
Liriomyza lolii este o specie de muște din genul Liriomyza, familia Agromyzidae, descrisă de Spencer în anul 1982. Conform Catalogue of Life specia Liriomyza lolii nu are subspecii cunoscute.